# 블레이즈 오브 글로리
《블레이즈 오브 글로리》(영어: Blades of Glory)는 미국에서 제작된 2007년 스포츠 코미디 영화이다. 윌 스펙과 조시 고든이 공동 연출하였다. 윌 페럴, 존 히더, 윌 아넷, 에이미 폴러, 윌리엄 픽트너, 제나 피셔, 크레이그 T. 넬슨 등이 출연하였고, 벤 스틸러 등이 제작에 참여하였다.
이 영화는 MTV 필름스, 레드 아워, 스마트 엔터테인먼트에 의해 제작되었고, 2007년 3월 30일 파라마운트 픽처스에 의해 개봉되었다.

## 줄거리
2002년 월드 윈터 스포트 게임스 남자 싱글 스케이팅에서 공동 금메달을 수상하게 된 성 의존증 채즈와 온실 속 화초처럼 자란 지미는 시상대에서 말싸움 끝에 주먹다짐을 벌이면서 메달을 박탈당하고 평생 대회 출전을 금지당한다.
3년 반 후인 현재 채즈는 어린이 아이스 쇼 공연을 뛰고 있다. 한편 스토커 헥터는 스포츠 용품 상점에서 일하는 지미를 찾아와 규정에 있는 허점을 알려준다. 두 사람은 남자 싱글 스케이팅참가만 불가능할 뿐 페어 스케이팅에는 여전히 출전이 가능하다는 것이다.
다가오는 월드 윈터 스포트 게임스에 함께 나갈 파트너를 구하기 위해 지역 빙상 경기장을 찾은 지미는 공연에서 막 해고된 채즈와 마주친다. 둘은 또 싸우다가 체포돼 뉴스를 탄다. 뉴스 영상을 본 코치 고더드는 두 사람에게 최초의 남남 페어 팀이 될 것을 제안한다.
채즈와 지미는 연습 과정에서 유대감을 형성하고 예선을 훌륭히 치른다. 남매팀인 스트란츠와 페어차일드는 여동생 케이티에게 채즈와 지미의 연습을 염탐하라고 지시하고, 케이티는 지미와 가까워진다.
고더드는 채즈와 지미에게 위험천만한 "철연꽃" 동작에 도전할 것을 제안한다. 이 기술은 지금까지 전 세계에서 단 한 번만 실연되었는데, 이때 남성 스케이터가 스케이터 날로 여성 스케이터의 목을 참수하는 비극이 벌어진 바 있다. 고더드는 당시 철연꽃이 실패한 이유는 이 기술이 남녀가 아니라 남남에게 적합하기 때문이라고 믿는다.
케이티는 스트란츠와 페어차일드에게서 시키는대로 하지 않으면 지미를 해하겠다는 협박을 받고, 지미에게서 질투를 유발하기 위해 채즈를 유혹한다. 채즈는 지미를 생각해 유혹을 거절하지만 충동을 참지 못하고 케이티의 가슴을 만지고 하필 이 장면을 지미가 보게 된다. 그러나 지미는 곧 케이티와 채즈 둘 다 자신을 고의로 배신하지는 않았다는 걸 알게 된다.
채즈와 지미는 각각 스트란츠와 페어차일드에게 납치되지만 탈출하여 제시각에 빙상 위에 선다. 페어차일드는 이들을 훼방 놓으려는 마지막 시도로 목에 차고 있던 진주 목걸이를 끊어 진주알을 빙상 위에 떨어뜨리고 진주알을 밟은 채즈는 발목을 접지른다. 급한대로 둘은 철연꽃에서 각자가 맡았던 역할을 뒤바꿔서 시도하기로 하고, 가까스로 성공하여 우승한다. 스트란츠와 페어차일드는 체포되면서 말다툼 중에 입을 맞추며 근친 관계임을 드러낸다. 채즈와 지미는 함께 금메달을 목에 건다.

## 출연
- 윌 페럴 - 채즈 마이클 마이클스 역
- 존 히더 - 지미 매컬로이 역
- 윌 아넷 - 스트란츠 반월든버그 역
- 에이미 폴러 - 페어차일드 반월든버그 역
- 윌리엄 픽트너 - 대런 매컬로이 역
- 제나 피셔 - 케이티 반월든버그 역
- 크레이그 T. 넬슨 - 코치 대런 고더드 역
- 로머니 맬코 - 제시 역
- 닉 스워드슨 - 헥터 역
- 스콧 해밀턴 - 스포츠 방송 진행자 역
- 앤디 릭터 - 왕립 캐나다 기마경찰 역
- 롭 코드리 - 브라이스 역
- 톰 버튜 - 무대 감독 역
- 윌리엄 대니얼스 - 에버스 회장 역
- 루치아나 카로 - 샘 역
- 낸시 케리건 - 매력적인 미국 피겨 협회 임원 역
- 루크 윌슨 - 성교육 교사 역
- 브라이언 보이타노, 도러시 해밀, 페기 플레밍 - 연맹 소속 심판 역
- 스테퍼니 코트니 - 등록 취재 기자 역
- 카일 본하이머 - 미국 내셔널 챔피언십 링크장 장내 방송 아나운서 역
- 사샤 코언 - 사샤 코언 역

## 기타 제작진
- 공동 제작: 콜린 오라일리
- 협력 제작: 패트릭 에스포지토, 피터 콘
- 배역: 주얼 베스트럽, 세스 얭클위츠
- 미술: 스티븐 J. 라인위버
- 의상: 줄리 와이스